# كازو شيميزو
كازو شيميزو (باليابانية: 清水 一夫) هو مصارع رياضي ياباني، ولد في 26 يوليو 1954.

## وصلات خارجية
- كازو شيميزو على موقع قاعدة بيانات المصارعة الدولية (الإنجليزية)
- كازو شيميزو على موقع أوليمبيديا (الإنجليزية)